# Giovanni Forti Natoli
Giovanni I Natoli (Gianforte Natoli Lanza Giambruni da Alifia di Luna; latein.: Johannes Fortis Nantolio; franz.: Jean Nanteuil oder Jeanfort Nanteuil; † 15. Juli 1633) war ein sizilianischer Adeliger.
Giovanni Natoli, Sohn von Blasco Lanza Natoli und Domenica Giambruno Perna Baron von Sizilien, von Saint-Barthélemy, von Bilici, von Alburque (Alaburchia) und Capuano, kaufte am 20. August 1597 Sperlinga von Giovanni Ventimiglia, Marchese von Gerace mit der Gewährung Licentia populandi cum privilegium Aedificandi durch König Philipp IV. Am 13. November 1628 erhielt er den offiziellen Titel des ersten Fürsten von Sperlinga.